# Mauricio Marín
Mauricio Marín Giraldo (Rionegro, Antioquia, Colombia; 15 de junio de 1985) es un futbolista colombiano. Juega de centrocampista

## Trayectoria
Debutó con el ya extinto Pumas de Casanare; allí juega poco y pasa al Leones de Uraba (en esa época el club militaba con el nombre de Rionegro Fútbol Club). En ese club llegó a ser el segundo futbolista con más partidos disputados por su gran nivel mostrado durante 7 años con el club antioqueño pasa al América de Cali allí juega poco y llega libre al Cucutá Deportivo donde juega 60 partidos y obtiene el ascenso a primera División.

## Clubes
| Club                        | País                | Año                 | Partidos | Goles |
| --------------------------- | ------------------- | ------------------- | -------- | ----- |
| Pumas de Casanare           | Colombia            | 2006                | 15       | 0     |
| Deportivo Rionegro y Leones | Colombia            | 2007-2013           | 184      | 24    |
| América de Cali             | Colombia            | 2013                | 12       | 0     |
| Cúcuta Deportivo            | Colombia            | 2014-2015           | 60       | 5     |
| Unión Magdalena             | Colombia            | 2015 - 2016         | 38       | 1     |
| Total en su carrera         | Total en su carrera | Total en su carrera | 309      | 30    |

## Palmarés
Ascenso con el Cúcuta Deportivo a primera División (Cuadrangulares de Ascenso 2015).